# Station Motycz Leśny
Station Motycz Leśny is een spoorwegstation in de Poolse plaats Motycz Leśny.